# Josef Brejcha
Josef Brejcha es un deportista checoslovaco que compitió en tiro con arco, en la modalidad de arco recurvo. Ganó cinco medallas en el Campeonato Mundial de Tiro con Arco al Aire Libre entre los años 1947 y 1949.

## Palmarés internacional
| Campeonato Mundial al Aire Libre | Campeonato Mundial al Aire Libre | Campeonato Mundial al Aire Libre | Campeonato Mundial al Aire Libre |
| Año                              | Lugar                            | Medalla                          | Prueba                           |
| -------------------------------- | -------------------------------- | -------------------------------- | -------------------------------- |
| 1947                             | Praga (Checoslovaquia)           | Medalla de oro                   | Equipo                           |
| 1947                             | Praga (Checoslovaquia)           | Medalla de bronce                | Individual                       |
| 1948                             | Londres (Reino Unido)            | Medalla de bronce                | Individual                       |
| 1948                             | Londres (Reino Unido)            | Medalla de bronce                | Equipo                           |
| 1949                             | París (Francia)                  | Medalla de oro                   | Equipo                           |